# Dorcadion sevliczi
Dorcadion sevliczi är en skalbaggsart som beskrevs av Aleksandr Sergeievich Danilevsky och Alexander Ivanovich Miroshnikov 1985. Dorcadion sevliczi ingår i släktet Dorcadion och familjen långhorningar. Inga underarter finns listade i Catalogue of Life.